# میشکینو (شهرستان بالتاچفسکی، باشقیرستان)
میشکینو (به لاتین: Mishkino) یک منطقهٔ مسکونی در روسیه است که در باشقیرستان واقع شده‌است.